# Nonseum
Il nonseum è un museo di Herrnbaumgarten, nella Bassa Austria, nel quale sono esposte 250 invenzioni considerate inutili provenienti da tutto il mondo. 

## Storia
Benché venne aperto nel 1994, le sue origini risalgono a dieci anni prima, quando Susanne Machac e Fritz Gall tennero per la prima volta nel paese una fiera dedicata alle invenzioni fallimentari che ebbe grande successo. Il nome del museo è una parola macedonia composta dai termini nonsense e museum (museo). Il nonseum è visitato ogni anno da migliaia di persone.